# Polarsken
Polarsken (latin: aurora), på norra halvklotet kallat norrsken (aurora borealis), på södra halvklotet kallat sydsken (aurora australis), är ett ljusfenomen som uppstår när laddade partiklar (huvudsakligen elektroner) som accelererats till höga energier i jordens magnetosfär kraschar i jordens atmosfär. Sådan acceleration sker bara i vissa områden i magnetosfären, vilket gör att polarskenet huvudsakligen uppträder i ringformade områden runt jordens två magnetiska poler. Polarskenet antar olika färger och kan vara gulgrönt, grönt, blått, rött och rödviolett. Polarskenets färg bestäms av den höjd där elektroner kolliderar med atmosfären.

## Etymologi
Polarsken (latin: aurora) på norra halvklotet kallas "norrsken", förr även "nordsken" (latin: aurora borealis), medan polarsken på södra halvklotet kallas "sydsken" (latin: aurora australis). Det senare begreppet används dock sällan och norrsken används ofta som en synonym till polarsken i allmänhet. Enligt traditionen myntades begreppet "aurora borealis" 1619 av Galileo Galilei.
De latinska begreppen är döpta efter morgonrodnadens gudinna i den romerska mytologin Aurora. Det latinska namnet är alltså något missvisande eftersom polarskenet till skillnad från morgonrodnaden inte är reflekterat solljus.

## Polarskenets ljus
När partiklarna når atmosfären på hög höjd kolliderar de med molekyler och atomer, så att dessa hamnar i ett mera energirikt tillstånd, en del kollisioner leder också till jonisation av molekyler och atomer. När de sedan återgår till sitt normala tillstånd och avger den extra energin emitteras ljus i de olika färger vi ser i polarskenet.
- Gulgrönt är det vanligaste och är spektrallinjen 557,7 nm från atomärt syre, O, och bildas på ungefär 100–140 km höjd.
- Karminrött är en spektrallinje från syreatomer, O, och bildas på höjder över cirka 200 km.
- Violett alstras av kvävejonen N2+ på alla norrskenshöjder över 85 km.
- Blått alstras av kvävemolekylen N2 vid cirka 110 km höjd. Bara de mest energirika kosmiska partiklarna når så långt ner i atmosfären, vilket förekommer ytterst sällan. Detta blåa ljus är dessutom svagt, varför få människor har sett det. – Se bilden till höger från ett norrsken, 10 oktober 2010 utanför Moskosel i Lappland, som varade i mer än tre timmar och var extremt starkt och varierade i olika färger. De blå strimmorna syntes sparsamt och endast några få sekunder (fotografens anm.).

## Förekomst
Normalt kan norrsken ses i stort sett varje klar natt på höga latituder under den så kallade polarskensovalen, vid norra halvklotet även kallad norrskensovalen, och analogt vid södra halvklotet, sydskensovalen. Ovalen ligger som en ring med centrum över den magnetiska polen. Det finns faktiskt alltid polarsken på himlen, även under dagen, men då är det för ljust för att man skall kunna se det med blotta ögat.

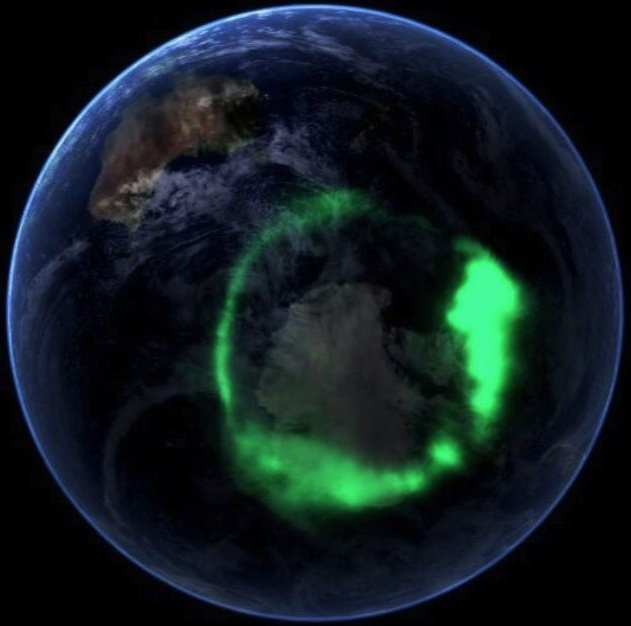
Sydskensovalen avbildad i ultraviolett ljus av satelliten IMAGE.

Polarsken förekommer i många olika former (se nedan), men gemensamt för dem alla är att de sällan är oförändrade under längre tid än några minuter. Vissa lugna bågar kan synas under längre tid, men inte ens dessa ser helt oförändrade ut.
Bilden intill visar en ögonblicksbild av den södra polarskensovalen. Som synes är inte polarskenet lika starkt i hela ovalen, som dessutom är tjockare i vissa områden. Sådana detaljer ändrar sig snabbt i tiden, beroende på förändringar i magnetosfären. Sådana förändringar kan bero på ändringar i solvinden, till exempel på grund av solutbrott, som kan ge upphov till en geomagnetisk storm då polarskensovalerna vidgas så att stora norrskensutbrott kan bli synliga långt söderut. Men magnetosfären har också alldeles interna dynamiska fenomen. Viktigast av dessa är den geomagnetiska substormen, då magnetfältet i magnetosfärens svans snabbt omstruktureras vilket ger upphov till starka elektriska strömmar och kraftigt förstärkt och mer aktivt polarsken.
I Sverige håller sig norrskensovalen oftast ungefär över Kirunas latitud. Pajala är den ort som oftast har polarsken inom synhåll. Vid geomagnetiska stormar, då polarskensovalen störs och växer i storlek, kan man se norrsken även vid sydligare latituder som mellersta och södra Sverige och i undantagsfall ända ner i Sydeuropa eller till och med i Afrika. På samma sätt expanderar sydskensovalen norrut vid sådana tillfällen.
Den magnetiska nordpolen ligger inte vid den geografiska nordpolen utan för närvarande i norra Kanada. Därför når norrskensovalen längre söderut geografiskt i Nordamerika än i Europa. Det innebär att norrsken är ungefär lika vanliga i New York som i Stockholm, trots att New York ligger på en mycket sydligare breddgrad, ungefär på samma latitud som Madrid.
Eftersom solaktiviteten varierar över tid i cykler om cirka 11 år förändras polarskenets synlighetsgrad.

## Former
Polarsken kan uppträda i många former. Utseendet klassas internationellt på följande sätt:
- HA (Homogenous quiet arcs) Jämna, stabila och svagt lysande bågar från horisonten som sträcker sig upp till 8° – 10° höjd; kan finnas kvar oförändrat i flera timmar. Ofta uppträder små ljusknippen i bågen.

- HB (Homogenous bands) Jämna band. De kan vara så smala som 100 m och ända upp till 1 000 km långa, ibland spiralformigt hoprullade.
- PA (Pulsating arcs) Pulserande bågar, som kommer och går i korta intervall
- PS (Pulsating surfaces) Större och mindre lysande fläckar, som dyker upp och försvinner än här och än där på himlen. Pågår bara en kort stund, 10 minuter eller mindre.
- RA (Ray-structured arcs) Bågar med strålstruktur.
- RB (Ray-structured bands) Band med strålstruktur.
- C (Corona) Korona (krona) som uppträder som en rund fläck vid det magnetiska zenit dit strålarna inte når. Under korona uppträder strålar i kupolformade våningar.
- D (Draperies) Draperier, som fladdrar liksom en ridå för vinden.
- F (Flaming aurora) Flammande polarsken; kan likna skenet av en brand på avstånd.
- G (Feeble glow) Svag diffus glimning.
- R (Rays) Enstaka strålar eller strålgrupper, som kommer och går. Uppträder de ensamma, riktas de mot ett magnetiskt zenit som ligger något vid sidan av astronomiskt zenit d.v.s. vertikalt rakt upp från observatören.

## Forskning
Norrskenet har sedan början av 1700-talet varit föremål för studier och vetenskapliga undersökningar. De Mairans klassiska arbete Traité physique et historique de l’aurore boréale (2:a uppl. 1754) behandlar det som på hans tid var känt om detta fenomen. I det tal, som Wilcke 1778 höll vid nedläggandet av presidiet i Kungliga Vetenskapsakademien, beskriver han norrskenets mångfaldiga former och växlingar samt redogör för teorier, som redan då var uppställda för dess förklaring. I Uppsala upptäckte Anders Celsius och Olof Hiorter redan omkring 1740 norrskenets påverkan på kompassnålen, det vill säga att norrskenet är ett fenomen som påverkar jordens magnetfält.
Under 1800-talet fick polarskensforskning ett uppsving, men det är först under 1900-talet som ljusfenomenets uppkomst har kunnat förklaras. Ytterligare ett uppsving kom med rymdålderns intåg vid 1900-talets mitt, då ämnet rymdfysik föddes och det blev möjligt att klarlägga vad som orsakar norrsken genom mätningar på plats i rymden. Hur accelerationen av de elektroner som ger upphov till polarsken när de kommer ner i atmosfären egentligen går till, och hur energi överförs från solvinden, kan fortfarande inte anses vara helt klarlagt, även om huvuddragen är kända. Polarskensforskning är därför ett aktivt område inom rymdfysik. Svensk norrskensforskning fick ett uppsving i och med grundandet av Kiruna Geofysiska Observatorium 1957.
Genom sitt förmånliga läge (långt norrut, men ändå med drägligt klimat och god infrastruktur) har Sverige (liksom Norge och Finland) en stark tradition inom norrskensforskningen. Anders Celsius och Anders Jonas Ångström var två tidiga vetenskapsmän som forskade på ämnet.
Jonas Westman (tillsammans med ryske Josef Sykora) genomförde de första omfattande studierna av norrskenet i arktiska trakter under den Svensk-ryska gradmätningsexpeditionen åren 1899–1900.
På senare år har de svenska forskningssatelliterna Viking (1986–1987), Freja (1992–1995) och Astrid-2 (1998–1999) gett viktiga bidrag.

## Folktro

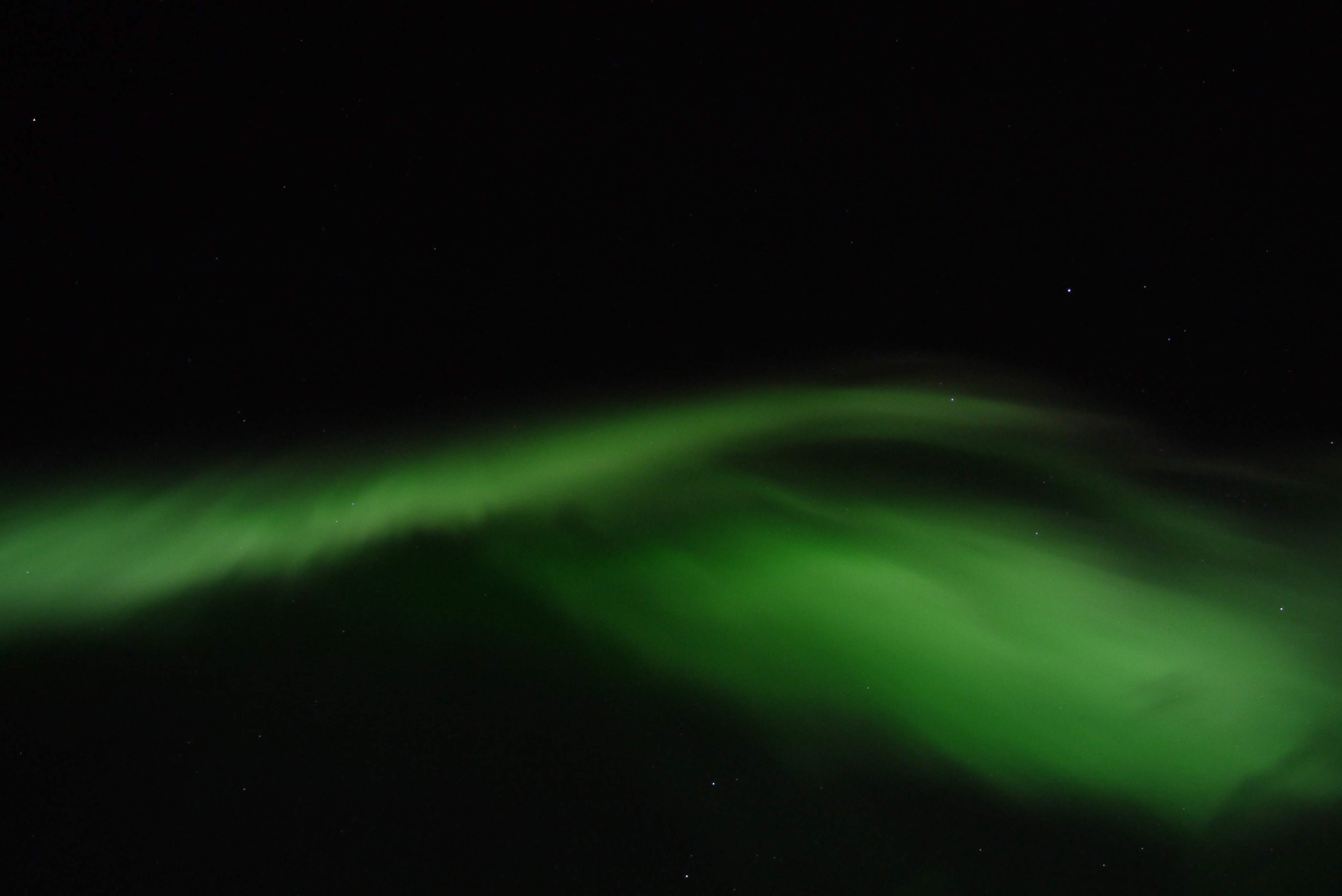
Norrsken i Kiruna.

I svensk folktro utgjorde norrskenet ett varsel. Starka och sprakande norrsken var förebud om krig och onda tider – särskilt om skenet uppträdde på södra delen av himlen. I Lappland ansåg man att svår kyla väntade om norrskenet bildade en båge över horisonten i norr, medan om norrskenet "fladdrade upp" på himlen skulle vädret bli mildare. Längre söderut i Sverige trodde man att norrskenet uppstod på grund av att samerna sprang med eldbloss på fjällen och jagade sina renar, alternativt att norrskenet avspeglade stora sillstim som rörde sig i Nordsjön. Tolkningar av polarsken förekommer också bland Australiens aboriginer.